# Вєлькі Кшек
Вєлькі Кшек (пол. Wielki Krzek) — острів, що розташований у Щецинській затоці, недалеко від Воліна, в гирлі Свіни, на схід від Карсібуру. Вєлькі Кшек незаселений і на ньому знаходяться під охороною багато тварин.
До 1945 року мав назву Grosse Kricks Wiesen (нім.). У 1949 був перейменований на Вєлькі Кшек..
На острові також розташований півострів Малий Кшек, з'єднаний лише малим проходом на каналі Пега. Малий Кшек був колись окремим островом.